# Allô (chanson)
Pour les articles homonymes, voir Allô (homonymie).
Singles de Mireille Mathieu
On est bien
(1984) Chanter
(1984)
Pistes de Chanter
Blue Paradise Est-ce qu'il parle encore de moi
Allô est un titre de la chanteuse française Mireille Mathieu publié par la maison de disques Ariola en France en 1984. Sortie en 1984, cette chanson est la version française de Hello, titre écrit et interprété en anglais par Lionel Richie, grâce au travail du compositeur Eddy Marnay pour les paroles.

## Crédits du 45 tours
Mireille est accompagnée par :
- le grand orchestre de Jean Claudric pour Allô[2] ;
- le grand orchestre de Raymond Bernard pour Petersbourg[2].

La photo de la pochette est de Norman Parkinson.

## Reprises
Mireille Mathieu ne fera aucune reprise en langue étrangère des deux chansons se trouvant sur le 45 tours. Mais Allô est déjà une reprise d'un titre écrit et composé par l'artiste américain Lionel Richie, Hello.

## Principaux supports discographiques
La chanson se retrouve pour la première fois en 1984 sur le 68e 45 tours de la chanteuse avec ce titre en face A et Petersbourg en face B. Elle se retrouva aussi sur l'album publié la même année chez Ariola, Chanter.
La chanson va être pour la première fois en CD en 2002 sur la triple compilation publiée chez EMI, Amoureusement vôtre.